# Чуркин, Виктор Васильевич
Виктор Васильевич Чуркин (род. 22 октября 1934) — советский хоккеист, защитник.
В сезонах 1956/57 — 1961/62 выступал в чемпионате СССР за «Авангард» / «Кировец» Ленинград. Три следующих сезона провёл в составе команды чемпионата РСФСР «Металлург» Череповец.